# Dongara
Dongara est une ville du comté d'Irwin en Australie-Occidentale, située à 351 km au nord-ouest de Perth.
Sa population était de 2 782 habitants en 2016.